# Crotalaria massaiensis
Crotalaria massaiensis är en ärtväxtart som beskrevs av Paul Hermann Wilhelm Taubert. Crotalaria massaiensis ingår i släktet sunnhampor, och familjen ärtväxter. Inga underarter finns listade i Catalogue of Life.